# Odo keyserlingi
Odo keyserlingi är en spindelart som beskrevs av Kraus 1955. Odo keyserlingi ingår i släktet Odo och familjen taggfotsspindlar.
Artens utbredningsområde är El Salvador. Inga underarter finns listade i Catalogue of Life.